# كين فوكس
كين فوكس (بالإنجليزية: Ken Fox)‏ هو خبير مالي أمريكي، ولد في 1970 في فيلادلفيا في الولايات المتحدة.